# Lasar Nikolow
Lasar Nikolow (auch Lasar Nikolov geschrieben, bulgarisch Лазар Николов, * 26. August 1922 in Burgas; † 7. Februar 2005 in Sofia) war ein bulgarischer Komponist.

## Leben
Nikolow studierte bis 1945 bei Dimitar Nenow und Pantscho Wladigerow Klavier und Komposition an der Nationalen Musikakademie von Sofia. Er arbeitete dann beim bulgarischen Rundfunk und unterrichtete zunächst an der Nationalen Akademie für Musik und Filmkunst, später wurde er Professor an der Staatlichen Musikakademie.
Von 1965 bis 1969 war er Sekretär, von 1994 bis 1999 Vorsitzender des bulgarischen Komponistenverbandes. Für sein Werk wurde er vom bulgarischen Komponistenverband und der International Academy of Arts ausgezeichnet. Die Akademie für Musik und Tanz verlieh ihm 1997 einen Ehrendoktortitel.
Er komponierte zwei Opern und zwei Oratorien, sechs Sinfonien und weitere sinfonische Werke, Kammermusik, Klavierstücke (u. a. neun Sonaten), Chorwerke, Schauspiel- und Filmmusiken.

## Werke
- Suite für Orchester, 1946–47
- 1. Klavierkonzert (Dimitar Nenow gewidmet), 1947–48
- Konzert für Streichorchester, 1949
- Violinkonzert (Georgi Bliznew gewidmet), 1951–52
- 1. Sinfonie (Dimitar Nenow gewidmet), 1953, 1956
- 2. Klavierkonzert (Dobrin Petkow gewidmet), 1954–55
- 2. Sinfonie, 1959–62
- Prikovanijat Prometej (Der gefesselte Prometheus, nach Aischylos), Oper, 1963–65
- Concertino für Klavier und Kammerorchester, 1964
- Sinfonie für dreizehn Streicher, 1965
- Divertimenro concertante für Kammerorchester, 1968
- Meditation für Streichorchester, 1970–71
- Concertino für Cello und Orchester (Sdrawko Jordanow gewidmet), 1973
- Cicovci (Die Onkel, nach Iwan Wasow), Oper, 1974
- 3. Sinfonie, 1976–79
- 4. Sinfonie (der bulgarischen Himalajaexpedition gewidmet), 1984
- 5. Sinfonie (für Hanya), 1988–89
- Lento für Orchester, 1990
- 6. Sinfonie, 2000